# Nachitom
Nachitom es una localidad del municipio de Larráinzar ubicado en la región de Los Altos del estado mexicano de Chiapas.

## Geografía
La localidad de Nachitom se sitúa en las coordenadas geográficas 16°53′28″N 92°43′11″O / 16.891111, -92.719722, a una elevación de 1,955 metros sobre el nivel del mar.

## Demografía
Según el Censo de Población y Vivienda 2020, efectuado por el Instituto Nacional de Estadística y Geografía, la localidad de Nachitom tiene 151 habitantes, de los cuales 380 son del sexo masculino y 428 del sexo femenino. Su tasa de fecundidad es de 2.66 hijos por mujer y tiene 31 viviendas particulares habitadas.
| Gráfica de evolución demográfica de Nachitom entre 1921 y 2020 |
|                                                                |
| INEGI.                                                         |